# Tremoedo
Tremoedo (oficialmente Santo Estevo de Tremoedo) es una parroquia española del municipio de Villanueva de Arosa, perteneciente a la provincia de Pontevedra, en la comunidad autónoma de Galicia.

## Toponimia
El lugar puede aparecer referido como «Tremoedo», «San Esteban de Tremoedo» y «Santo Estevo de Tremoedo».

## Historia
Hacia mediados del siglo XIX, el lugar, ya por entonces perteneciente a Villanueva de Arosa, tenía contabilizada una población de 374 habitantes. Aparece descrito en el decimoquinto volumen del Diccionario geográfico-estadístico-histórico de España y sus posesiones de Ultramar de Pascual Madoz con las siguientes palabras:

TREMOEDO (San Estéban): felig. en la prov. de Pontevedra (4 1/2 leg.), part, jud. de Cambados (1/2), dióc. de Santiago (7), ayunt. de Villanueva de Arosa. sit. en las inmediaciones de un riach. afluente del Umia y á la der. de este, con libre ventilacion y clima sano. Tiene unas 100 casas en los l. de Cuiña, Iglesia, Rio Pequeño, Foxo, Mouzos, Rañas, San Bartolomé, Gombra, Vilantes, Soutiña, Oubiña de Arriba, Couto, Cabreiro, Costiña y Sanguiñedo. La igl. parr. (San Estéban) se halla servida por un cura de segundo ascenso y patronato del marques de Montesacro. Confina con las parr. de Oubiña, Caleiro y András. El terreno es de buena calidad, y le baña un riach. que se dirige hácia el S. para desaguar en el Umia. Atraviesa por el O. un camino que desde la cap. del part. conduce á Villagarcia y á otros puntos. prod.: trigo, maiz, centeno, patatas, legumbres, frutas y pastos; se cria ganado vacuno y lanar; caza de perdices, liebres y conejos, y pesca de truchas. pobl.: 114 vec., 374 alm. contr.: con su ayuntamiento (V.).
(Madoz, 1849, p. 139)

En 2022, tenía empadronados 850 habitantes.